# 라트비아의 국장

라트비아의 국장

라트비아의 국장은 1921년 6월 16일에 처음 제정되었으며 1990년에 다시 제정되었다.
국장 가운데에는 세 개의 작은 공간으로 나뉘어 있는 방패가 그려져 있으며 방패 상단에는 파란색 바탕에 17개의 햇살을 가진 태양이 그려져 있다. 방패 왼쪽 하단에는 은색 바탕에 빨간색 사자가 그려져 있으며 오른쪽 하단에는 빨간색 바탕에 은색 그리핀이 그려져 있다. 방패 위쪽에는 세 개의 금색 별이 그려져 있으며 왼쪽에는 사자가, 오른쪽에는 그리핀이 그려져 있다. 방패 아래쪽에는 참나무 가지가 그려져 있으며 라트비아의 국기가 이를 묶고 있다.
태양은 라트비아의 주권을, 17개의 햇살은 라트비아인이 거주하는 17개 지역을, 세 개의 금색 별은 라트비아의 역사적인 세 지역인 비제메, 라트갈레, 쿠를란트를, 사자는 서라트비아 지역을, 그리핀은 동라트비아 지역을 의미한다.

## 그 외의 국장

라트비아의 소형 국장
라트비아의 중형 국장

## 역대 라트비아의 국장

라트비아 소비에트 사회주의 공화국의 국장

## 같이 보기
- 라트비아의 국기